# Reinhart Bezzenberger
Reinhart Bezzenberger (* 26. Juli 1888 in Cranz, Samland; † 4. September 1963 in Karlsruhe) war ein deutscher Verwaltungsjurist.

## Leben
Bezzenberger war Sohn des Sprach- und Vorgeschichtsforschers Adalbert Bezzenberger. Er begann im Sommersemester 1906 ein Studium der Rechtswissenschaft an der Albertus-Universität Königsberg und wurde in der Burschenschaft Germania Königsberg aktiv. Als Einjährig-Freiwilliger diente er beim Litthauischen Ulanen-Regiment Nr. 12 in Insterburg. Er wechselte an die Schlesische Friedrich-Wilhelms-Universität Breslau, die ihn 1915 zum Dr. iur. promovierte. Nachdem er bis 1918 am Ersten Weltkrieg teilgenommen hatte und Assessor geworden war, trat er in die Provinzialverwaltung Ostpreußen ein. Sie übernahm ihn 1921 als Landesrat und wählte ihn 1929 zum Ersten Landesrat. Er war stellvertretender Vorsitzender der Landesversicherungsanstalt Ostpreußens sowie Geschäftsführer des Königsberger Universitätsbundes und des Vereins zur Erhaltung der Marienburg. Für die Albertus-Universität gewann er auch in Westdeutschland viele Freunde, besonders in der Industrie. In der Vertretung von Helmuth von Wedelstädt war er von 1941 bis 1943 de facto Landeshauptmann Ostpreußens. Im Zweiten Weltkrieg wiederum Soldat, geriet er in der Schlacht um Königsberg in sowjetische Kriegsgefangenschaft. Nach langen Jahren entlassen, kam er als Richter und Leiter des Oberversicherungsamts nach Karlsruhe.